# Yes, Dear
Yes, Dear is een Amerikaanse komedieserie die oorspronkelijk werd uitgezonden van 2 oktober 2000 tot en met 15 februari 2006. Ze bestaat uit 122 afleveringen verdeeld over zes seizoenen. Een gastrol van Betty White werd in 2003 genomineerd voor een Emmy Award.

## Uitgangspunt
Kim en Gregory Thomas 'Greg' Warner vormen samen een schoolvoorbeeld van een keurig gezin. Beiden hebben nette manieren, zijn sociaal voelend, doen hun best op hun werk en samen proberen ze hun peuter Sam zo correct mogelijk op te voeden. Kims perfectionisme is wel van dien aard dat het haarzelf soms in de weg zit en Greg is geen erg mannelijke man in de ogen van andere mannen.
Hun complete tegenpolen zijn Kims zus Christine Hughes en haar man Jimmy, die 'tijdelijk' in het gastverblijf van de Warners wonen. Zij nemen het leven met een korreltje zout en zijn er meer op gericht het naar hun zin te hebben, dan op hoe ze overkomen op de buitenwereld. Ze nemen de zaken zoals ze komen. Christine en Jimmy voeden hun kleuter Dominic en peuter Logan dan ook niet al te strikt op.
Vooral tussen Greg en Jimmy bestaat er nogal eens onbegrip. Waar Greg vindt dat Jimmy zijn leven vergooit, vindt deze dat Greg zich weleens wat meer mag ontspannen en het naar zijn zin mag proberen te hebben. Waar Greg succesvol is in zijn werk en met zijn maatschappelijke carrière, kan Jimmy veel makkelijker en onbevangener met mensen omgaan.

## Rolverdeling
- Anthony Clark - Gregory Thomas 'Greg' Warner
- Jean Louisa Kelly - Kim Warner
- Liza Snyder - Christine Hughes
- Mike O'Malley - Jimmy Hughes
- Billy Gardell - Billy, Jimmy's beste vriend
- Anthony Bain / Michael Bain - Sam 'Sammy' Warner
- Joel Homan - Dominic Hughes
- Brendon Baerg - Logan Hughes
- Brian Doyle-Murray - Mr. Savitsky, Gregs baas
- Tim Conway - Tom Warner, Gregs vader
- Vicki Lawrence - Natalie Warner, Gregs moeder
- Jerry Van Dyke -  'Big Jimmy' Hughes, Jimmy's vader
- Beth Grant - Kitty Hughes, Jimmy's moeder